# Francisco José Rodrigues Barata
Francisco José Rodrigues Barata (nascido na segunda metade do século XVI) foi um escritor memorialista e militar brasileiro.
Iniciou a carreira militar como alferes. Foi porta-bandeira do sétimo regimento de cavalaria da cidade de Belém, estado do Pará, chegando ao posto de sargento-mor no fim da sua carreira.
Em 1798 foi enviado pelo governador e capitão-general dom Francisco de Sousa Coutinho à colônia do Suriname de possessão holandesa. Na viagem passou pelos rios Amazonas, Negro, Branco, Tacutu e Maú, Rupununi e Essequibo, até chegar a Nova Amsterdã (atual Surinane) com o propósito de entregar uma carta do ministério ao doutor David Nassi retratou todo o percurso em livro descrevendo a natureza da região pormenorizadamente. Em 1806, durante viagem a Goiás, descreve a pobreza da região.

## Obras
- Diário da viagem que fez à colônia holandesa de Suriname de 1799.
- Memória em que se mostram algumas providências tendentes ao melhoramento da agricultura e comércio da capitania de Goiás de 1804.
- Memória sobre a província de Goiás, seu descobrimento e população de 1806